# سوزي برايت
سوزي برايت (بالإنجليزية: Susie Bright)‏ هي مدونة وصحفية ومؤلفة أمريكية، ولدت في 25 مارس 1958 في مقاطعة أرلنغتون في الولايات المتحدة.

## وصلات خارجية
- الموقع الرسمي
- سوزي برايت على موقع IMDb (الإنجليزية)
- سوزي برايت على موقع أول موفي (الإنجليزية)
- سوزي برايت على موقع إن إن دي بي (الإنجليزية)
- سوزي برايت على موقع قاعدة بيانات الفيلم (الإنجليزية)